# Romesco
Romesco è una salsa a base di nocciole e pepe rosso originaria di Tarragona, in Catalogna (Spagna).
I pescatori dell'area usano questa salsa da mangiare col pesce.
Di solito è preparata con un misto di nocciole, mandorle tostate e aglio, olive pepe bitxo e/o pepe nyora (varietà di pepe rosso).
Altri ingredienti sono: pomodori arrostiti, aceto di vino rosso e cipolle, Foglie di finocchio e menta vengono aggiunti in  piatti a base di pesce e lumache.
Viene spesso servito con pesce, ma anche con altri cibi tra cui pollame, carne rossa come agnello e vegetali.